# Attachment Unit Interface

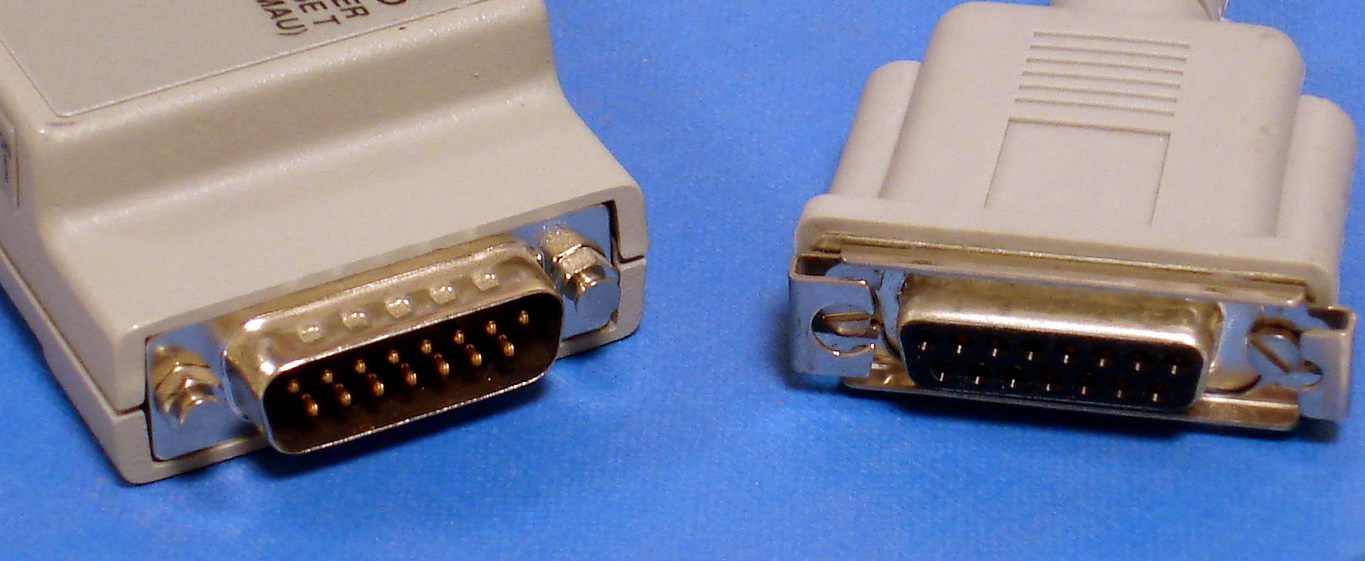
AUI-connectoren: de mannelijke connector (links) bevindt zich op de MAU en de vrouwelijke connector (rechts) bevindt zich op het MAC-toestel (normalerwijs een computer of een Ethernet hub)

De Attachment Unit Interface (AUI) is een fysieke en logische interface die gedefinieerd wordt in de originele IEEE 802.3-standaard voor 10BASE5 Ethernet. De fysieke interface bestaat uit een 15-pins D-subminiatuurverbinding die de fysieke signalering transporteert tussen een Medium Attachment Unit (MAU), ook wel gekend als een transceiver, en de medium access controller (MAC) van een Ethernet-knooppunt, zoals bijvoorbeeld een computer of een hub. Een AUI-kabel kan tot 50 meter lang zijn, hoewel de kabel vaak helemaal wordt weggelaten en de MAU en MAC rechtstreeks met elkaar verbonden zijn. Bij Ethernet-implementaties zonder afzonderlijke MAU en MAC wordt de AUI weggelaten.
AUI-connectoren geraakten vanaf het begin van de jaren negentig in onbruik toen computers en hubs de MAU begonnen te integreren, vooral toen de 10BASE-T-standaard aan populariteit won en het gebruik van 10BASE5 (thicknet) en 10BASE2 (thinnet) afnam. De elektrische AUI-verbinding was wel nog steeds aanwezig in de apparatuur.
Met de introductie van Fast Ethernet werd de verouderde AUI vervangen door de Media Independent Interface (MII). Gigabit Ethernet en 10 Gigabit Ethernet hebben respectievelijk de GMII- en XGMII-interfaces. XAUI is een 10 Gigabit Ethernet-interface die ontwikkeld werd om de operationele afstand van de XGMII te vergroten en het aantal interfacesignalen te verminderen.
In 1991 bracht Apple een variant met een kleinere connector op de markt: de Apple Attachment Unit Interface (AAUI). Deze interface werd tot 1998 gebruikt door diverse Macintosh-computers.